# Sollevamento pesi ai Giochi della IX Olimpiade - Pesi massimi
La competizione della categoria pesi massimi (oltre a 82 kg) di sollevamento pesi ai Giochi della IX Olimpiade si tenne i giorni 28 e 29 luglio 1928 al Krachtsportgebouw di Amsterdam.

## Regolamento
La classifica era ottenuta con la somma delle migliori alzate delle seguenti 3 prove:
- Distensione lenta
- Strappo
- Slancio

Su ogni prova ogni concorrente aveva diritto a tre alzate.

## Risultati
| Pos.    | Atleta            | Nazione        | Totale | Distensione lenta | Distensione lenta | Distensione lenta | Strappo | Strappo | Strappo | Slancio | Slancio | Slancio |
| Pos.    | Atleta            | Nazione        | Totale | 1                 | 2                 | 3                 | 1       | 2       | 3       | 1       | 2       | 3       |
| ------- | ----------------- | -------------- | ------ | ----------------- | ----------------- | ----------------- | ------- | ------- | ------- | ------- | ------- | ------- |
| Oro     | Josef Straßberger | Germania       | 372,5  | 115,0             | 120,0             | 122,5             | 102,5   | 107,5   | 110,0   | 137,5   | 142,5   | 142,5   |
| Argento | Arnold Luhaäär    | Estonia        | 360,0  | 92,5              | 97,5              | 100,0             | 110,0   | 110,0   | 115,0   | 140,0   | 145,0   | 150,0   |
| Bronzo  | Jaroslav Skobla   | Cecoslovacchia | 357,5  | 90,0              | 100,0             | 105,0             | 97,5    | 107,5   | 107,5   | 140,0   | 147,5   | 150,0   |
| 4       | Karlis Leilands   | Lettonia       | 355,0  | 105,0             | 110,0             | 115,0             | 105,0   | 110,0   | 110,0   | 140,0   | 140,0   | 140,0   |
| 5       | Rudolf Schilberg  | Austria        | 355,0  | 115,0             | 115,0             | 120,0             | 97,5    | 105,0   | 107,5   | 132,5   | 135,0   | 137,5   |
| 5       | Josef Leppelt     | Austria        | 355,0  | 95,0              | 100,0             | 105,0             | 100,0   | 110,0   | 115,0   | 130,0   | 140,0   | 140,0   |
| 7       | Giuseppe Tonani   | Italia         | 352,5  | 112,5             | 117,5             | 120,0             | 97,5    | 102,5   | 102,5   | 127,5   | 135,0   | 137,5   |
| 8       | Hermann Volz      | Germania       | 340,0  | 92,5              | 97,5              | 102,5             | 102,5   | 107,5   | 110,0   | 127,5   | 132,5   | 137,5   |
| 9       | Claudius Dutriève | Francia        | 330,0  | 90,0              | 97,5              | 100,0             | 100,0   | 105,0   | 105,0   | 127,5   | 132,5   | 137,5   |
| 10      | Marcel Dumoulin   | Francia        | 327,5  | 87,5              | 92,5              | 95,0              | 100,0   | 105,0   | 105,0   | 130,0   | 135,0   | 140,0   |
| 10      | Francesco Mercoli | Italia         | 327,5  | 102,5             | 107,5             | 107,5             | 100,0   | 100,0   | 105,0   | 125,0   | 130,0   | -       |
| 12      | Minus Verheijen   | Paesi Bassi    | 325,0  | 90,0              | 95,0              | 100,0             | 90,0    | 95,0    | 95,0    | 120,0   | 130,0   | -       |
| 13      | Harold Wood       | Gran Bretagna  | 315,0  | 90,0              | 95,0              | 100,0             | 95,0    | 95,0    | 100,0   | 120,0   | 125,0   | 130,0   |
| 14      | Franz Riederer    | Svizzera       | 300,0  | 85,0              | 85,0              | 90,0              | 90,0    | 95,0    | 95,0    | 115,0   | 120,0   | 125,0   |
| 15      | Marcel Panen      | Belgio         | 280,0  | 80,0              | 80,0              | 85,0              | 77,5    | 80,0    | 85,0    | 110,0   | 115,0   | 120,0   |
| 16      | Walter Gasser     | Svizzera       | 267,5  | 80,0              | 85,0              | 87,5              | 77,5    | 82,5    | 82,5    | 105,0   | 110,0   | -       |
| DNF     | Hendrik Verheijen | Paesi Bassi    | 202,5  | 95,0              | 102,5             | 105,0             | 100,0   | 110,0   | 110,0   | 137,5   | -       | -       |